# Kevin Rans
Kevin Rans (Ekerenn, 19 agosto 1982) è un astista belga.

## Biografia
Il suo miglior salto è stato di 5,70 metri, nel luglio 2007 a Heusden-Zolder. Con questa performance ha eguagliato il record nazionale di  Thibault Duval. Ha ottenuto il record nazionale junior record con 5,60 metri. Sempre a livello giovanile ha ottenuto il record belga sui 200 metri corsi in 20,82 secondi.
I suoi allenatori sono stati Peter Moreels, Vitaly Petrov e Wim Dirckx.
Alle Olimpiadi di Pechino del 2008 saltando la misura di 5,45 metri si classificato al 15 posto nel turno di qualificazione. Per accedere alla finale occorreva superare l'asticella posta a 5,65 metri.

## Palmarès
| Anno | Manifestazione  | Sede    | Evento           | Risultato | Prestazione | Note |
| ---- | --------------- | ------- | ---------------- | --------- | ----------- | ---- |
| 2007 | Mondiali        | Osaka   | Salto con l'asta | 21º (q)   | 5,40 m      |      |
| 2008 | Olimpiadi       | Pechino | Salto con l'asta | 28º (q)   | 5,45 m      |      |
| 2009 | Europei indoor  | Torino  | Salto con l'asta | 13º       | 5,40 m      |      |
| 2009 | Mondiali        | Berlino | Salto con l'asta | 12º       | 5,50 m      |      |
| 2010 | Mondiali indoor | Doha    | Salto con l'asta | 14º       | 5,45 m      |      |